# Juliaan Vanzeebroeck
Juliaan Vanzeebroeck (14 luglio 1946) è un pilota motociclistico belga ritiratosi dall'attività agonistica.

## Carriera
Originario del Brabante, Vanzeebroeck (in taluni casi riportato anche come Julien van Zeebroeck) iniziò a correre in moto a sedici anni. L'esordio nel motomondiale avvenne nel 1967, ma solo nel 1974, dopo aver ottenuto l'anno precedente il titolo di campione belga della classe 50, ottenne i suoi primi punti, dopo essere stato ingaggiato dalla Kreidler-Van Veen come compagno di squadra di Henk van Kessel per gareggiare nella più piccola classe allora presente nelle competizioni, la Classe 50.
Già nel primo anno di attività da pilota ufficiale ha vinto il suo primo gran premio, quello di Finlandia; al termine della stagione si classificherà al terzo posto. Quella di Imatra fu la prima vittoria nel Mondiale per un centauro belga.
Ha continuato ad essere presente nelle classifiche della classe 50 fino al 1978, affiancando anche alcune presenze nella Classe 125 nel 1976 e 1977. Oltre che per la casa che l'aveva originariamente fatto debuttare, ha gareggiato anche per la Morbidelli di cui ha usato le motociclette per quasi tutte le presenze in classe 125.
Al momento del suo ritiro le statistiche parlano di un totale di 3 GP vinti e di 10 piazzamenti sul podio. Ritiratosi dalle corse, ha aperto nel 1995 insieme al figlio un negozio di accessori per moto a Sint-Pieters-Leeuw.

## Risultati nel motomondiale

### Classe 50
| 1967 | Classe | Moto  |  |   |   |  |   |    |    |    |    |    |    |    |   | Punti | Pos. |
| ---- | ------ | ----- |  | - | - |  | - | -- | -- | -- | -- | -- | -- | -- | - | ----- | ---- |
| 1967 | 50     | Derbi |  | - | - |  | - | 10 | NE | NE | NE | NE | NE | NE | - | 0     |      |

| 1974 | Classe | Moto     |     |       |    |   |    |    |   |   |   |   |   |   |  | Punti | Pos. |
| ---- | ------ | -------- | --- | ----- | -- | - | -- | -- | - | - | - | - | - | - |  | ----- | ---- |
| 1974 | 50     | Kreidler | Rit | [ 4 ] | NE | 7 | NE | 16 | 4 | 3 | 1 | 2 | 9 | 3 |  | 59    | 3º   |

| 1975 | Classe | Moto     |    |   |    |   |     |    |   |   |    |  |    |  |  | Punti | Pos. |
| ---- | ------ | -------- | -- | - | -- | - | --- | -- | - | - | -- |  | -- |  |  | ----- | ---- |
| 1975 | 50     | Kreidler | NE | 2 | NE | 3 | Rit | NE | 5 | 1 | NP |  | NE |  |  | 43    | 3º   |

| 1976 | Classe | Moto     |     |    |     |   |    |    |   |   |   |    |   |   |  | Punti | Pos. |
| ---- | ------ | -------- | --- | -- | --- | - | -- | -- | - | - | - | -- | - | - |  | ----- | ---- |
| 1976 | 50     | Kreidler | Rit | NE | Rit | - | NE | 15 | - | - | 1 | NE | 6 | 5 |  | 26    | 6º   |

| 1977 | Classe | Moto     |    |    |   |   |   |    |     |    |   |   |    |    |    | Punti | Pos. |
| ---- | ------ | -------- | -- | -- | - | - | - | -- | --- | -- | - | - | -- | -- | -- | ----- | ---- |
| 1977 | 50     | Kreidler | NE | NE | - | - | - | NE | Rit | NQ | 5 | 7 | NE | NE | NE | 10    | 9º   |

| 1978 | Classe | Moto     |    |   |    |    |   |     |     |    |    |    |   |   |   | Punti | Pos. |
| ---- | ------ | -------- | -- | - | -- | -- | - | --- | --- | -- | -- | -- | - | - | - | ----- | ---- |
| 1978 | 50     | Kreidler | NE | - | NE | NE | 3 | Rit | Rit | NE | NE | NE | - | - | - | 10    | 14º  |

| Legenda | 1º posto        | 2º posto            | 3º posto            | A punti      | Senza punti        | Grassetto – Pole position Corsivo – Giro più veloce |
| Legenda | Gara non valida | Non qual./Non part. | Ritirato/Non class. | Squalificato | '-' Dato non disp. | Grassetto – Pole position Corsivo – Giro più veloce |

### Classe 125
| 1976 | Classe | Moto       |    |   |   |   |    |    |   |    |    |    |   |   |  | Punti | Pos. |
| ---- | ------ | ---------- | -- | - | - | - | -- | -- | - | -- | -- | -- | - | - |  | ----- | ---- |
| 1976 | 125    | Morbidelli | NE | - | - | - | NE | 16 | 8 | 19 | 11 | NE | 3 | 6 |  | 18    | 10º  |

| 1977 | Classe | Moto                    |   |     |    |   |   |   |    |   |    |    |     |    |    | Punti | Pos. |
| ---- | ------ | ----------------------- | - | --- | -- | - | - | - | -- | - | -- | -- | --- | -- | -- | ----- | ---- |
| 1977 | 125    | Morbidelli e Motobécane | 5 | Rit | 16 | - | 5 | 8 | 10 | 8 | 11 | 13 | Rit | NE | 10 | 20    | 13º  |

| 1978 | Classe | Moto       |   |    |   |   |    |     |     |   |   |   |   |    |   | Punti | Pos. |
| ---- | ------ | ---------- | - | -- | - | - | -- | --- | --- | - | - | - | - | -- | - | ----- | ---- |
| 1978 | 125    | Morbidelli | - | 11 | - | - | 17 | Rit | Rit | - | - | - | - | NE | - | 0     |      |

| Legenda | 1º posto        | 2º posto            | 3º posto            | A punti      | Senza punti        | Grassetto – Pole position Corsivo – Giro più veloce |
| Legenda | Gara non valida | Non qual./Non part. | Ritirato/Non class. | Squalificato | '-' Dato non disp. | Grassetto – Pole position Corsivo – Giro più veloce |